# Силвис, Вильям
Вильям Силвис (англ. William H. Sylvis; 28 сентября 1828, г. Арма, Индиана, штат Пенсильвания — 27 июля 1869, Филадельфия) — видный деятель американского рабочего движения и журналист. Пионер профсоюзного движения в США, пытавшийся объединить работников различных профессий в единую национальную профорганизацию. 

## Биография
Родился в семье рабочего ирландского происхождения. С ранних лет работал на сталелитейном заводе. С 1857 года активно участвовал в рабочем движении.
В начале 1860-х годов стал одним из организаторов Национального союза сталеваров-формовщиков, а в 1863 году был избран его председателем. Активно содействовал вовлечению в профсоюзы широких рабочих масс, был сторонником создания единой федерации профсоюзов.
В 1868 году — председатель Национального рабочего союза, созданного в 1866 году на общенациональном конгрессе профсоюзов в Балтиморе. Выступал за создание международной организации рабочего класса через посредство Международного товарищества рабочих или «Первого Интернационала».
Исходя из того, что интересы рабочих и капиталистов непримиримы В. Силвис выступал за создание общественной системы, при которой прибыль, создаваемая трудом, распределялась бы между непосредственными производителями. Будучи сторонником активного вмешательства рабочего движения в политику, он настаивал на создании рабочей партии.
Карл Маркс высоко ценил деятельность В. Силвиса, называя его честным, опытным и стойким руководителем рабочих.